# Emanuel von Friedrichsthal
Emanuel von Friedrichsthal (12 de enero de 1809 - 3 de marzo de 1842) fue un explorador, daguerrotipista, botánico, arqueólogo aficionado, austríaco, que viajó a través de los Balcanes, Centroamérica y México, documentando sus hallazgos.
Von Friedrichsthal había nacido en Brünn, Imperio austríaco (hoy Brno, República Checa). Fue educado en Viena, e ingresó al servicio del gobierno austríaco, pero pronto comenzó a realizar viajes científicos. Atravesó Grecia y Turquía en los 1830, publicando sus estudios en dos libros: Reise in die südlichen Theile von Griechenland (Viaje a las Partes Sureñas de Grecia, 1838) y Serbiens Neuzeit in geschichtlicher, politischer, topographischer, statistischer und naturhistorischer Hinsicht (Moderna Serbia en Aspectos Históricos, Políticos, Topográficos, Estadísticos, y de Historia natural, 1840 en línea. Esas publicaciones le dieron a él en particular una reputación en botánica por sus descripciones de la flora de Grecia y de Serbia.
En 1840 es primer secretario de la Legación Austríaca en México, interesándose en explorar las ruinas de la civilización maya, luego de sus lecturas de John Lloyd Stephens y de Frederick Catherwood. Discutió sus planes con el historiador William H. Prescott durante un viaje a Boston, y adquirió un daguerrotipo en Nueva York. Se dirige a Yucatán a mediados de 1840, atravesando Yucatán y Chiapas, siendo la primera persona en tomar daguerrotipos de los yacimientos arqueológicos mayas, y el primer europeo en documentar el sitio de Chichén Itzá.
Se sintió enfermo durante sus viajes, probablemente de malaria, haciendo necesario su retorno a Europa en 1841, donde fallece en Viena en 1842. Esta prematura muerte impidió publicar los resultados de sus expediciones a Centroamérica, aunque había logrado exhibir veinticinco daguerrotipos, por los cuales fue honrado por la Academia de las inscripciones y lenguas antiguas.

## Otras publicaciones
- Reise in den südlichen Theilen von Neugriechenland Willhelm Engelmann, Leipzig 1838, en línea

- Les Monuments de L’Yucatán. En: Nouvelles Annales des Voyages et des Sciences Géographiques. Tomo 92, París 1841, pp. 291–314, en línea

- Sobre los que construyeron los edificios yucatecos y sus antigüedades. Carta a Justo Sierre. En: El Museo Yucateco. Vol. 1, Campeche 1941, pp. 178–182

- Notes on the Lake of Nicaragua and the Province of Chontales, in Guatemala. En: The J. of the Royal Geographic Soc. of London vol. 11, 1941 pp. 97–100, en línea

- La abreviatura «Friedr.» se emplea para indicar a Emanuel von Friedrichsthal como autoridad en la descripción y clasificación científica de los vegetales.[3]

## Literatura
- peter e. Palmquist, thomas r. Kailbourn. 2000. Pioneer Photographers of the West. Stanford Univ. Press, Stanford, 252 pp.

- ulla fischer-Westhauser. 2007. Emanuel von Friedrichsthal. The First Daguerreotypist in Yucatán. En: Photoresearcher 10: 9–16,  — PDF en línea